# Chris Thys
Christiane (Chris) Thys (Zonhoven, 8 oktober 1954) is een Belgische actrice.

## Biografie[1]
Thys was jarenlang (1994-2005) verbonden aan de Koninklijke Vlaamse Schouwburg te Brussel. Ze stond elk seizoen wel met een paar producties op de planken, waaronder Oom Wanja, Macbeth, Schitz en Het leven en de werken van Leopold II. Met De Tijd speelde ze onder andere in 4 zusters. Ze vertolkte een van de drie monologen van Betty Mellaerts in Nachtzusters bij 't Arsenaal. In 2009 speelde ze in De Rafaëls van theatermakershuis de Queeste en in Ik zou mijn dagen moeten inleggen en suikeren als fruit. Bij NTGent was ze onder meer te zien in Een bruid in de morgen (nicht Hilda), Ginds, tussen de netels, Tartuffe en De ideale man. Voor het Zeeland Nazomerfestival speelde ze onder meer in Phaedra, Zittend meisje en Misantroop en regisseerde ze Kwartet en Beeldbeschrijving. In 2013-2014 speelde ze de voedster in Roméo et Juliette van Yves Beaunesne, in alternatie met Els Olaerts en Lady Capulet in alternatie met Bien De Moor.
Thys werkt als regisseur ook graag samen met amateurgezelschappen en gaf lange tijd les als dramadocente.
Thys was een periode de muze van Wim De Craene. Ze woonde toen nog in het Prinsenhof. Bij hun afscheid schreef hij over haar het lied Rozane.

## Televisie
Een van haar bekendste televisierollen is die van Doris Roosmael, de ex-vrouw van Witse uit Witse.
Ze speelde gastrollen in Heterdaad (Cecile Vaerewijck en mevrouw Mariman in 1996), Windkracht 10 (Hélène), Thuis (Claire Bastiaens), Recht op Recht (Hilda Branders), De perfecte moord (Jeanne Vermeulen), De Wet volgens Milo (Lut Ram in 2005), Stille Waters (Claudine Vorlat-de Wesemael), Aspe (Sofie Desmet, Helene Vanmaerten, Magda De Kee), Flikken (Sylvia Vereecke in 2002, Isabel Caron in 2007) en Spoed (Katrien De Smet). Thys was ook te zien in de fictiereeks Goesting en had een gastrol in Dag & Nacht: Hotel Eburon als Damienne Daelman. In 2012 speelde ze in De Vijfhoek op Eén, in 2013 in Crème de la Crème op Vtm, ze had een gastrol in De Ridder (Raadsheer-onderzoeksrechter Hoornaert in 2014). Ze was ook te zien als Leontientje, een van de hoofdrollen in de tv film Lente uit 1983. 

## Privé
Ze is de zus van de actrice Leah Thys, vooral bekend als ‘Madame’ Marianne Bastiaens uit Thuis. In 2008 en 2024 mocht ze even weer terug naar Thuis om terug de zus van Marianne te spelen.